# Skurholmen
Skurholmen är en stadsdel i Luleå. Skurholmen gränsar i väster mot Skurholmsfjärden, i norr mot Kronan, i öster mot Bredviken, och i söder mot Örnäset och Lövskatan längs Hertsövägen. På Skurholmen finns Furuparksskolan och flera förskolor. En av LLT:s busslinjer (Linje 7) går genom området. Linje 1, 5, 7 och 15 passerar Örnässkolan och Örnäsrondellen, vilken ligger i korsningen mellan Hertsövägen och Svartövägen.
Skurholmen delas i två delar av Svartövägen. 
Västra Skurholmen består huvudsakligen av låga hyreshus från 1970-talet. Väldigt många barnfamiljer har slagit sig ned här tack vare det centrala läget och områdets goda rykte. Skurholmen är väldigt lugnt både dag- och nattetid. Lägenheterna på Västra Skurholmen är huvudsakligen kommunägda och många studenter är bosatta där.
Östra Skurholmen är till en viss del byggt på ett berg. En stor del av husen är privatägda. Burströmska Gärdan är ett hyreshusområde med 16 byggnader i den norra delen av Östra Skurholmen.

## Historia
Under slutet av 1800-talet fanns på Skurholmen några enstaka hus. År 1900 byggdes den första enkla bron över till Malmudden. Den första busslinjen trafikerade Skurholmen redan 1923. Under andra världskriget fanns på Skurholmsberget ett luftvärnsförband.

## Utbildning
Furuparksskolan är en grundskola (F-år6) med ca 350 elever.